# 흡수선량
흡수선량(吸收線量)은 방사선이 피폭하는 물질에 흡수되는 단위 질량당 에너지 양을 말한다.

이온화 방사선의 SI 선량단위 관계도

## 단위
방사선의 수를 표시하는 양은 플루엔스(fluence, 특정시간에 단위면적을 통과하는 입자수), 방사선이 운반하는 에너지 양은 커마(Kerma)로 부르며, 커마와 흡수선량은 피폭받은 물질의 단위질량당 흡수된 평균 에너지 양으로 기본단위는 Joule/kg이고 SI 단위로는 그레이(Gy)다.
흡수선량의 국제표준단위인 1Gy는 물질 1kg당 1 Joule(J)의 에너지가 흡수된 양을 뜻하므로
- 1Gy = 1J/kg

구 단위는 rad이며, 1 rad는 100 erg/g으로 정의되므로,
- 1Gy = 100rad

## 정의
방사성 동위 원소가 안정화되는 과정에서 방출되는 방사선은 물질을 만나면 구성원자에 자신이 갖고 있던 에너지를 전달하며 이온화(ionization) 또는 여기화(excitation) 과정과 같은 전리현상을 일으킨다. 이러한 전리현상 과정에서 방사선이 물질에 전달한 에너지의 양을 결정하기 위해 방사선이 물질과 상호작용하여 물질의 단위질량당 흡수된 에너지의 양을 방사선 흡수선량으로 정의한다.

## 같이 보기
- 선량
- 등가선량
- 유효선량